# Île Noir
Ne doit pas être confondu avec Île Noire.
Pour l’article ayant un titre homophone, voir île Noire.
L'île Noir (en espagnol : Isla Noir) est une île située à 17 milles au sud-ouest de l'île Kempe dans la région de Magallanes et de l'Antarctique chilien, au Chili. Elle appartient à l'archipel de la Terre de Feu et à la commune de Punta Arenas. 
Entre les îles Noir et Kempe se trouve la « Voie Lactée » (en anglais : Milky way), nom donné à l'espace où l'on peut observer un grand nombre de roches à fleur d'eau ou à quelques pieds au-dessus, sur lesquelles la mer brise constamment.
Le Cabo Noir (« cap Noir ») est situé au sud-ouest de l'île. Le cap Noir est évoqué dans le roman de l'écrivain britannique Patrick O'Brian, The Golden Ocean, qui est basé sur le Voyage du Commodore Anson (1740-1744).

### Sources et bibliographie
- (en) United States Hydrographic Office, South America Pilot, 1916, [lire en ligne], p. 266